# Гаснер фон Арта, Леопольд
Леопольд Гаснер фон Арта (нем. Leopold Hasner von Artha; 15 марта 1818 — 5 июня 1891) — австро-венгерский государственный деятель, министр-президент Цислейтании в 1870.

## Биография
Родился в Праге. Изучал право в Пражском университете. В 1842 в Вене получил учёную степень кандидата наук, до 1848 года работал в Генеральной прокуратуре. В 1848 стал редактором официальной газеты Королевства Богемия «Prager Zeitung». С 1849 приглашенный профессор философии права, с 1851 ординарный профессор политических наук Пражского университета.
Вместе со своим другом Густавом Бидерманном считался одним из наиболее крупных австрийских философов-гегельянцев. Опубликовал работу «Основные черты философии права и её история» (Grundlinien der Philosophie des Rechts und seiner Geschichte), многочисленные юридические и искусствоведческие статьи. Работал над «Системой политической экономии» (System der politischen Ökonomie) (опубликована только первая часть — в 1888).
С 1861 — член ландтага Богемии, затем Палаты депутатов Рейхсрата. В июне 1863 на короткое время возглавил Совет по делам образования. С 1865 — профессор политических наук Венского университета, одновременно получил придворное звание надворного советника. С апреля 1867 — пожизненный член Палаты господ (Heerenhaus).
30 декабря 1867 — 31 января 1870 — министр культуры и образования в правительстве Карла Вильгельма фон Ауэршперга. При сопротивлении австрийского епископата подготовил законодательство о народных школах. В 1868 образование было отделено от церкви, созданы реальные училища — полноценные средние школы без изучения латыни. В 1869 добился принятия Закона о народных школах (Reichsvolksschulgesetz), в соответствии с которым учащиеся различного вероисповедания стали учиться вместе.
Во время конфликта внутри правительства Тааффе в 1870 примкнул к большинству и 1 февраля назначен министр-президентом. 4 апреля вышел в отставку.

## Память
- Улица Гаснерштрассе в Линце
- Улица Гаснерштрассе в Вене